# Angel Stadium of Anaheim
Angel Stadium of Anaheim – stadion baseballowy, na którym swoje mecze rozgrywa zespół Los Angeles Angels of Anaheim.
Stadion budowano w latach 1964–1966; pierwotnie nosił nazwę Anaheim Stadium i posiadał 43 250 miejsc. Pierwszy mecz ligowy rozegrano 19 kwietnia 1966, a przeciwnikiem Angels był Chicago White Sox. Pod koniec lat siedemdziesiątych obiekt rozbudowano do ponad 65 tysięcy miejsc, a do 1995 odbywały się na nim również mecze futbolu amerykańskiego; w roli gospodarza występował zespół Los Angeles Rams z National Football League.
Po przeniesieniu siedziby Rams do St. Louis, 1 października 1996 roku rozpoczęto renowację obiektu kosztem 100 milionów dolarów, którą zakończono rok później. Odnowiony stadion mógł pomieścić ponad 45 tysięcy kibiców, a w październiku 1997 zmieniono jego nazwę na Edison International Field of Anaheim, zaś w 2003 na Angel Stadium of Anaheim.
Stadion był między innymi areną Meczu Gwiazd (trzykrotnie 1967, 1980, 2010), a także kilku spotkań w ramach turnieju World Baseball Classic w 2006 roku.